# サンダーキャット
サンダーキャット（Thundercat）として知られるスティーブン・リー・ブルーナー（Stephen Lee Bruner、1984年10月19日 - ）は、アメリカ合衆国・カリフォルニア州ロサンゼルス出身のベーシスト、音楽プロデューサー、及びボーカリスト。サンダーキャット名義でのソロ活動のほか、フライング・ロータスやスイサイダル・テンデンシーズ、ケンドリック・ラマーの作品への参加等で知られている。
『ローリング・ストーン』誌が選んだ「史上最高のベーシスト50選」に選ばれている。

## 経歴

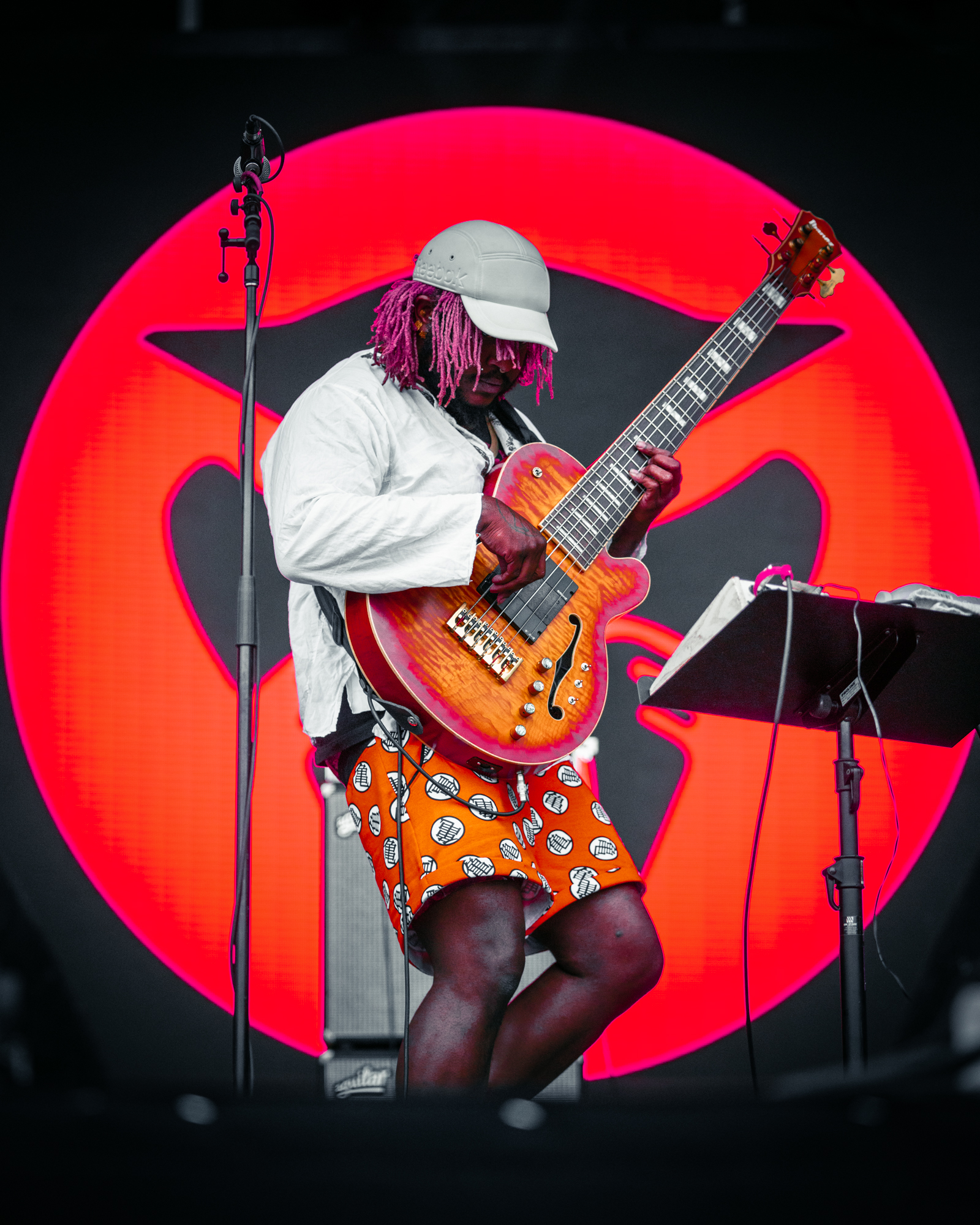
ライブで演奏するサンダーキャット（2018年）

ドラマーのロナルド・ブルーナー（父）とロナルド・ブルーナー・Jr（兄）を家族に持ち、音楽一家で育つ。幼少期からベースを演奏し始め、16歳の時に兄のロナルド・ブルーナー・Jrと共にスイサイダル・テンデンシーズへ加入。バンド活動のかたわら、セッション・ミュージシャンとしても活動を行い、エリカ・バドゥの『ニュー・アメリカ パート・ワン (第4次世界大戦)』（2008年）やフライング・ロータスの『コスモグランマ』（2010年）へと参加した。
2011年に初のソロ・アルバム『ザ・ゴールデン・エイジ・オブ・アポカリプス』をフライング・ロータスのレーベルブレインフィーダーからリリース。作風にはスタンリー・クラークやジョージ・デュークなど1970年代のフュージョン音楽からの影響が見られる。
同年にスイサイダル・テンデンシーズを脱退し、その後はスタジオでのレコーディング活動に専念。フライング・ロータスの『アンティル・ザ・クワイエット・カムス』（2012年）と『ユーアー・デッド!』（2014年）への参加のほか、自身2作目となるソロ・アルバム『アポカリプス』を2013年にリリースしている。

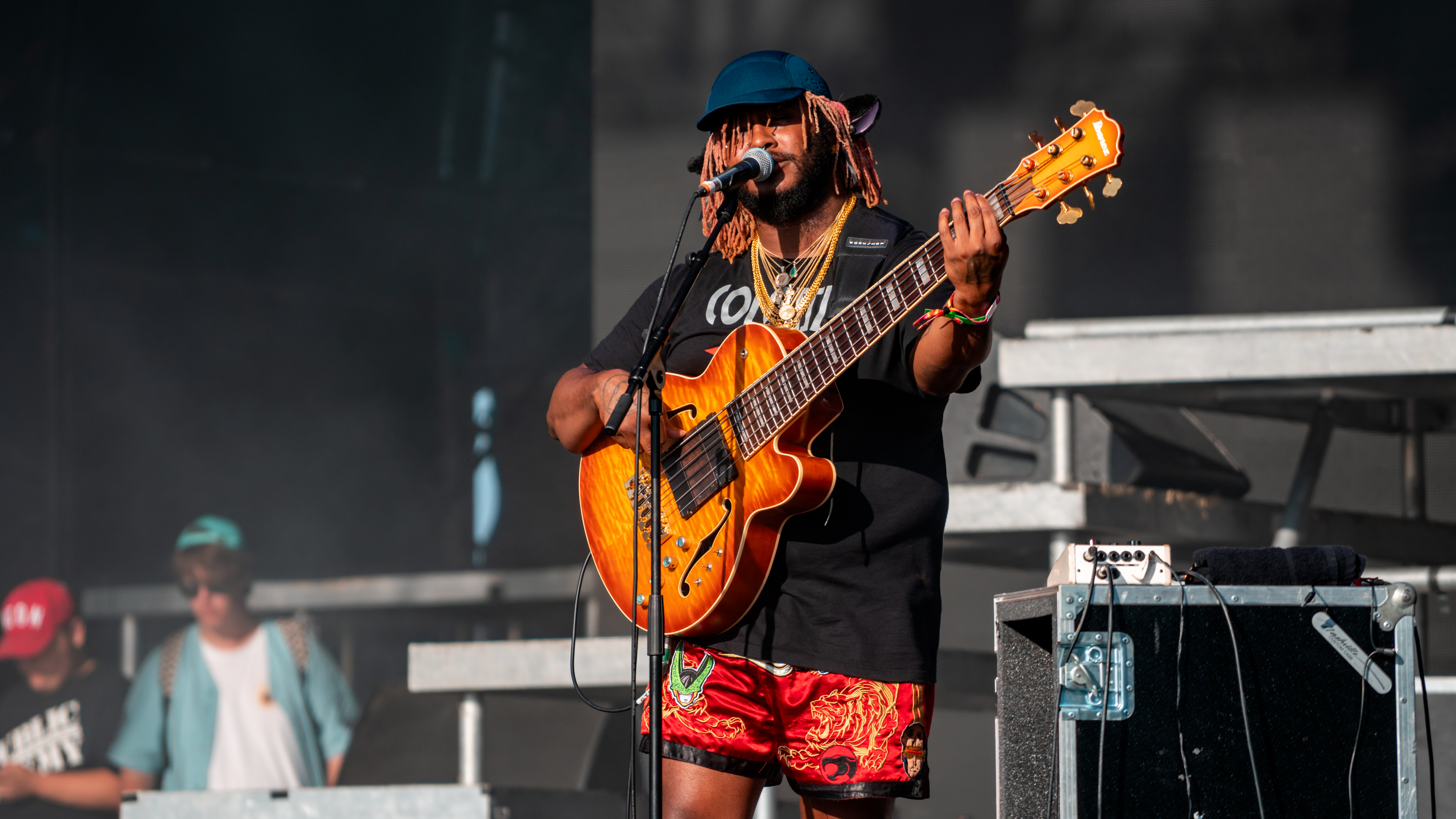
Bestivalに出演するサンダーキャット（2018年）

2015年にケンドリック・ラマーのアルバム『トゥ・ピンプ・ア・バタフライ』にベーシストとして参加。2016年には同アルバム内の楽曲「These Walls」がグラミー賞最優秀ラップ/サング・コラボレーション賞に選出されたことにより、グラミー賞受賞者となった。

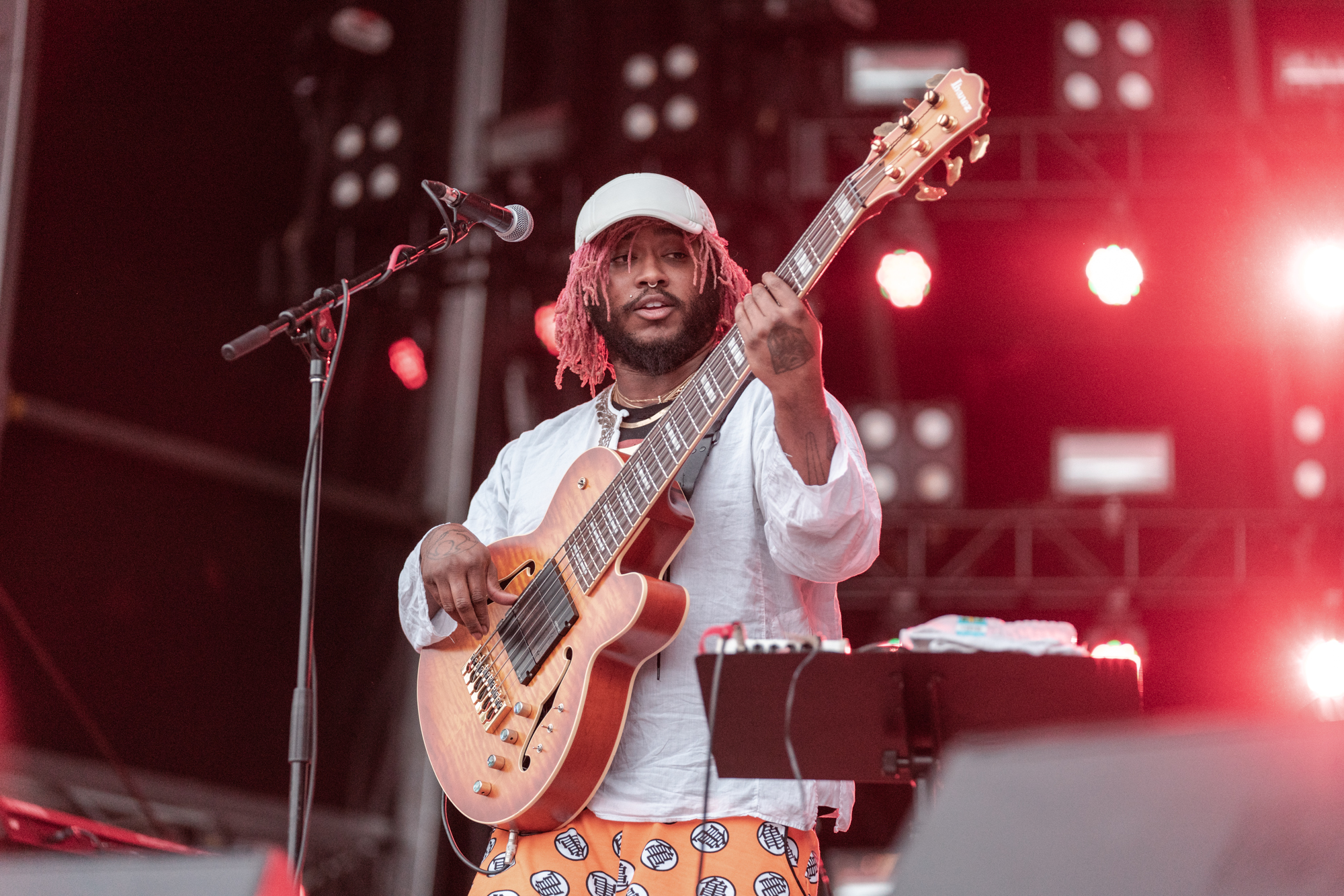
ライブで演奏するサンダーキャット（2018年）

2017年には3作目のアルバム『ドランク』をリリース。サンダーキャット自身が尊敬するミュージシャンとしてラジオで挙げたことがきっかけで共演が成立したケニー・ロギンスとマイケル・マクドナルドのほか、ケンドリック・ラマーやフライング・ロータスなども参加している。同年4月、初の単独来日公演を行い、7月にはフジロックフェスティバルにも出演した。
2020年4月3日、4作目のアルバム『イット・イズ・ホワット・イット・イズ』をリリースした。

## ディスコグラフィ

### スタジオ・アルバム
- 『ザ・ゴールデン・エイジ・オブ・アポカリプス』 - The Golden Age of Apocalypse (2011年)
- 『アポカリプス』 - Apocalypse (2013年)
- 『ドランク』 - Drunk (2017年)
- 『イット・イズ・ホワット・イット・イズ』 - It Is What It Is (2020年)

### EP
- The Beyond / Where the Giants Roam (2015年)

### プロダクション参加作品

#### ケンドリック・ラマー
- 『トゥ・ピンプ・ア・バタフライ』 - To Pimp a Butterfly (2015年)

#### カマシ・ワシントン
- The Young Jazz Giants (2004年)
- 『ザ・エピック』 - The Epic (2015年)

#### フライング・ロータス
- 『コスモグランマ』 - Cosmogramma  (2010年)
- 『アンティル・ザ・クワイエット・カムス』 - Until the Quiet Comes (2012年)
- 『ユーアー・デッド!』 - You're Dead! (2014年)
- 『フラマグラ』 - Flamagra (2019年)

#### テイラー・マクファーリン
- 『アーリー・ライザー』 - Early Riser (2014年)

#### エリカ・バドゥ
- 『ニュー・アメリカ パート・ワン (第4次世界大戦)』 - New Amerykah Part One (4th World War) (2008年)
- 『ニュー・アメリカ パート・ツー (リターン・オブ・ザ・アンク)』 - New Amerykah Part Two (Return of the Ankh) (2010年)

#### サーラー・クリエイティブ・パートナーズ
- 『ザ・ハリウッド・レコーディングス』 - The Hollywood Recordings (2007年)
- 『ニュークリアー・エヴォリューション、ザ・エイジ・オブ・ラヴ』 - Nuclear Evolution: The Age of Love (2009年)

#### スイサイダル・テンデンシーズ
- 『ノー・マーシー・フール！/ザ・スイサイダル・ファミリー』 - No Mercy Fool!/The Suicidal Family (2010年)
- 『13』 - 13 (2013年)

#### キザイア・ジョーンズ
- 『ナイジェリアン・ウッド』 - Nigerian Wood (2008年)

#### ビラル
- 『エアータイトズ・リヴェンジ』 - Airtight's Revenge (2010年)

## 来日公演
- 2017年
  - 4月27日 東京 恵比寿 LIQUIDROOM
  - 4月28日 愛知 名古屋 BLUE NOTE
  - 4月29日 京都 京都 METRO
  - 4月30日 大阪 東心斎橋Conpass
  - 7月30日 新潟 苗場スキー場 - Fuji Rock Festival
- 2018年
  - 8月17日 千葉 幕張メッセ - SONIC MANIA
  - 8月19日 大阪 舞洲スポーツアイランド - SUMMER SONIC OSAKA